# Тиоацетон
Тиоацетон (диметилтиокетон) — сераорганическое соединение с формулой (CH3)2CS, простейший представитель тиокетонов.

## Свойства
Тиоацетон представляет собой летучую жидкость оранжево-красного цвета. Нерастворим в воде, но хорошо растворим в этаноле, бензоле, диэтиловом эфире. Как и многие низкомолекулярные сераорганические соединения (тиолы, сульфиды), тиоацетон даже в очень низких концентрациях имеет крайне неприятный запах. Это вещество изучалось немецкими химиками Э. Бауманном и Э. Фроммом в 1889 г. во Фрайбурге. Оно имело настолько отвратительный запах, вызывавший рвоту и обмороки у людей на довольно большом расстоянии от лаборатории (3/4 км), что исследователи были вынуждены прекратить свои работы из-за протестов жителей города.
Наряду с многими тиокарбонильными соединениями нестоек и быстро превращается в бесцветный циклический тример, запах которого выражен гораздо слабее. Данная реакция является обратимой, причём равновесие сильно сдвинуто в сторону тримера:
Получены также бесцветные линейные полимеры тиоацетона.
Один из способов синтеза тиоацетона — это взаимодействие ацетона с сульфидом фосфора(III) с последующим разложением образовавшегося циклического продукта:
{\displaystyle {\mathsf {3(CH_{3})_{2}CO+P_{2}S_{3}\rightarrow ((CH_{3})_{2}CS)_{3}+P_{2}O_{3}}}}
Также его можно получить при взаимодействии ацетона с сероводородом в присутствии кислот Льюиса.
{\displaystyle {\mathsf {(CH_{3})_{2}CO+H_{2}S\rightleftarrows (CH_{3})_{2}CS+H_{2}O}}}
Эта реакция также обратима: тиоацетон легко гидролизуется. При окислении тиоацетона тоже образуется ацетон.